# Religionsantropologi
Religionsantropologi är en vetenskap inom religionsvetenskap om trosföreställningar, ritualer, världsuppfattning och människosyn inom olika religioner och religiösa grupper. Vetenskapen handlar om religiösa tankeformer och symbolsystem.